# Златиборски окръг
Златиборският окръг (на сръбски: Златиборски округ или Zlatiborski okrug) е териториална единица в Сърбия.
Името му произлиза от планинския регион, в който е разположен – Златибор, част от Динарските планини. Административен център е град Ужице.

## География
Окръгът е разположен в западната част на Централна Сърбия. На запад граничи с Босна и Херцеговина, на север – с окръзите Мачвански и Колубарски, на изток – с окръзите Моравишки и Рашки, на юг – с Черна Гора. В южната част на окръга се намира историко-географската област Стари Влах.

## Население
Населението на окръга възлиза на 313 396 жители (2002).
Етнически състав:
- сърби – 261 055 жители (83,30%)
- бошняци – 40 225 жители (12,84%)
- мюсюлмани – 6476 жители (2,07%)
- черногорци – 1350 жители (0,43%)
- югославяни – 645 жители (0,21%)
- цигани – 482 жители (0,15%)
- хървати – 233 жители (0,07%)
- македонци – 135 жители (0,04%)
- други – 2795 жители (0,90%)

## Административно деление
- Град Ужице
- Община Баина Баща
- Община Косерич
- Община Пожега
- Община Чаетина
- Община Ариле
- Община Прибой
- Община Нова Варош
- Община Приеполе
- Община Сеница